# Арлансон (річка)
Арлансон (ісп. Río Arlanzón) — велика річка на Піренейському півострові, притока річки Арланса.

## Географія
Річка бере свій початок у гірському масиві Сьєрра-де-ла-Деманда.
Русло Арлансону, що проходить центром Бургоса поділяє місто на дві частини: стару і нову.